# 서울 진관사 십육나한도
진관사 나한전 십육나한도(津寬寺羅漢殿十六羅漢圖)는 나한도 네 폭, 제석신중도 한 폭, 사자신중도 한 폭 등 모두 여섯 폭으로 구성되어 있는 불화로 서울특별시 은평구 진관외동에 위치한 진관사의 나한전에 봉안되어 있다. 2002년 3월 15일 서울특별시의 유형문화재 제146호로 지정되었다.

## 개요
진관사는 고려 현종이, 왕위에 오르기 전 자신의 목숨을 구해준 진관조사의 은혜에 보답하기 위해 지은 절로서 조선시대에는 수륙재의 근본 도량이었다. 현재 대웅전과 명부전을 비롯해 홍제루, 동정각, 나한전, 독성각, 칠성각, 나가원, 객실 등의 건물이 있다.
네 폭의 나한도에는 각각 네 명의 나한이 산수를 배경으로 시자와 시동을 거느리고 다양한 동작으로 앉아 있는 모습이 그려져 있는데 첫 번째 나한도는 가로 약 1.8m, 세로 약 1.2m,두 번째 나한도는 가로 약 1.5m, 세로 약 1.1m,세 번째 나한도는 가로 약 1.6m, 세로 약 1.1m,네 번째 나한도는 가로 약 1.2m, 세로 약 1.1m 크기이다. 나한전 영산회상도의 화기에 십육나한탱 네 폭, 제석신중탱 한 폭, 사자신중탱 한 폭, 관음탱 한 폭 등과 함께 1884년에 일괄적으로 불화를 조성했다는 기록이 있어 이 나한도는 1884년에 진철과 축연에 의해 제작되었음을 짐작할 수 있다.

## 지정사유
이 불화는 1884년에 제작된 십육나한도로서 羅漢圖 4幅과 帝釋神衆圖 1幅과 使者神衆圖 1幅 등 모두 6幅으로 구성되어 있다.
4幅의 羅漢圖에는 각각 4명의 羅漢이 산수를 배경으로 하여 侍者와 侍童을 거느리고 앉아 다양한 동작을 취하고 앉아 있는 모습이 그려져 있다. 羅漢들은 가지가 휘어진 소나무 또는 폭포가 흘러내리는 산 아래, 대나무 숲 속 등에 시동을 거느리고 앉아 있는데 합장을 하거나 경전을 읽는 모습, 등을 긁는 모습, 용을 잡거나 손바닥에 학을 올려놓은 모습, 부채․지팡이․警策 등을 들고 있는 다양한 자세를 취하고 있다. 대부분의 尊者들은 선홍색과 청색이 어우러진 가사를 입고 있으며 그 옆에 시립하고 있는 侍者와 侍童 또한 붉은 색과 청색의 옷을 착용하고 있어 전체적으로 강한 색감을 느끼게 한다. 시동들은 각 尊者 옆에서 사슴과 거북이 등 동물들과 함께 놀고 있거나 향을 피우고 차를 달이는 등 다양한 포즈를 취하고 있다.
각기 1幅으로 된 帝釋神衆圖와 使者神衆圖는 나한도의 좌우에 봉안되었던 것으로 화면을 둘로 나누어 구름 속에 서 있는 釋帝桓因과 神衆, 使者와 神衆을 각각 그렸는데 近代 西洋畵法인 陰影法이 강하게 나타나고 있는 점이 특히 주목된다.
그런데 帝釋神衆圖에는 1884년 金魚竺衍이 그렸다는 내용이 적혀져 있고 使者神衆圖에는 東昊 震徹을 비롯하여 錦華 機炯, 玩炯, 修法, 守一, 宗賢, 妙□, 智仁, 應涉, 敬雲, 慧照, 洪順, 普察이 그렸다고 기록되어 있어 그림의 조성에 참여한 畵師의 명칭을 확인할 수 있다. 十六羅漢圖에는 화가의 명칭과 제작연대 등이 빠져 있어 확실하지는 않지만 羅漢殿 靈山會上圖 畵記에 16羅漢幀 4폭, 帝釋神衆圖 1폭․使者神衆圖 1폭, 觀音幀 1폭 등과 함께 1884년에 일괄적으로 불화를 조성하였다고 밝힌 것으로 보아 十六羅漢圖, 帝釋神衆圖, 使者神衆圖는 같은 해, 같은 畵師들에 의해 제작되었음을 알 수 있다.
이 十六羅漢圖는 19세기 후반에 王室 尙宮에 의해 發願되고 上記한 바와 같은 당대의 유명한 畵僧들에 의해 제작된 작품으로서 특히 세밀한 筆線과 정교한 문양 표현 및 金泥의 사용 등의 측면이 돋보인다. 그리고 나한도의 배경에 묘사된 景物은 民畵風으로 그려졌기 때문에 19세기 회화 연구의 비교자료로서 활용이 가능하다. 보존상태도 매우 양호하다.

## 세부 내역
| 번호      | 명칭                    | 사진 | 크기(cm)                                                        | 비고 |
| --------- | ----------------------- | ---- | --------------------------------------------------------------- | ---- |
| 제146-1호 | 나한도1 (羅漢圖1)       |      | 가로 183.5cm×세로 111.8cm                                       |      |
| 제146-2호 | 나한도2 (羅漢圖2)       |      | 가로 154.7cm×세로 107.3cm                                       |      |
| 제146-3호 | 나한도3 (羅漢圖3)       |      | 가로 155.7cm×세로 106.8cm                                       |      |
| 제146-4호 | 나한도4 (羅漢圖4)       |      | 가로 119.3cm×세로 110.3cm                                       |      |
| 제146-5호 | 제석신중도 (帝釋神衆圖) |      | (帝釋) 가로 72.8cm×세로 106.1cm (神衆) 가로 72.2cm×세로 106.1cm |      |
| 제146-6호 | 사자신중도 (使者神衆圖) |      | (使者) 가로 73cm×세로 106.2cm (神衆) 가로 73.5cm×세로 106.2cm   |      |

## 같이 보기
- 진관사

## 참고자료
- 서울 진관사 십육나한도 - 국가유산청 국가유산포털

 본 문서에는 서울특별시에서 지식공유 프로젝트를 통해 퍼블릭 도메인으로 공개한 저작물을 기초로 작성된 내용이 포함되어 있습니다.